# Gigi (album)
Gigi è una raccolta di Fabio Concato, pubblicata nel 2017 dalla Sud Music.
Il cantautore reinterpreta e rielabora in chiave jazz quattordici pezzi del suo repertorio, non tutti necessariamente tra i più famosi.
Ad accompagnare Concato il Paolo Di Sabatino Trio, composto dai fratelli Paolo e Glauco Di Sabatino e da Marco Siniscalco.

## Tracce
1. Ti ricordo ancora
2. È festa
3. Sexy tango
4. Gigi
5. Stazione Nord
6. Fiore di maggio
7. Tienimi dentro te
8. Buonanotte a te
9. Tornando a casa
10. Ti muovi sempre
11. La nave
12. Quando arriverà
13. La mia macchina
14. Rosalina

## Classifiche
| Classifica | Posizione massima |
| ---------- | ----------------- |
| Italia     | 42                |